# 奎宿增四
奎宿增四，即双鱼座59（59 Psc）是双鱼座的一颗恒星，视星等为+6.13，距离地球约328光年。